# Надь, Петер (пианист)
Петер Надь (венг. Nagy Péter; род. 26 апреля 1960, Матесалька) — венгерский пианист и музыкальный педагог.
В 1968—1975 гг. учился в специальной школе при Музыкальной академии имени Листа (педагоги Клара Мате и Ференц Радош), затем в 1979 г. окончил собственно Академию, где учился у Корнеля Земплени. В 1979 г. выиграл музыкальный конкурс Венгерского радио.
С 1977 года ведёт международную концертную карьеру. В 1979 году гастролировал в Югославии, Австрии и Финляндии, а также выступил на Музыкальном фестивале в Ментоне. В 1980 году принял участие в фестивалях молодых исполнителей в Бордо и Братиславе.
Наиболее известен как ансамблевый музыкант, особенно часто выступавший и записывавшийся со скрипачом Леонидасом Кавакосом и Золтаном Кочишем, альтисткой Ким Кашкашьян, виолончелистом Клаудио Бохоркесом и другими заметными исполнителями.
С 1987 года преподаёт в Музыкальной академии имени Листа, в 2007—2011 гг. заведовал фортепианным отделением.